# O Cardeal do Kremlin
O Cardeal do Kremlin é um thriller escrito por Tom Clancy. Ele foi publicado  1988 e é um dos livros do Universo Jack Ryan. É a sequência de A Caçada ao Outubro Vermelho com base no desenvolvimento da Iniciativa de Defesa Estratégica e seu equivalente soviético, cobrindo temas como espionagem e contra-espionagem, intriga política e guerra de guerrilha no Afeganistão. 

## Sinopse
Apenas dois homens conheceram os segredos da versão soviética do projeto de defesa espacial Guerra nas Estrelas. Um deles é o Cardeal, o mais graduado espião pró-americano infiltrado no Kremlin e que está prestes a ser eliminado pela KGB.